# Jesús es Señor

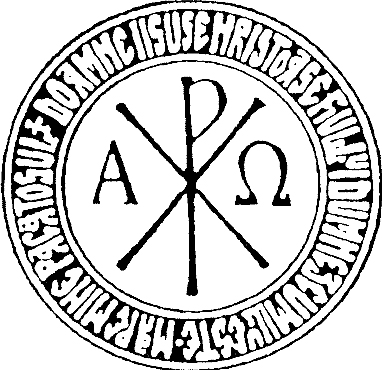
El crismón rodeado con la oración: «Señor Jesucristo, Hijo de Dios, ten piedad de mí».

Jesús es Señor o Jesús es el Señor (en griego: κύριος Ἰησοῦς, kyrios Iesous) es la afirmación de credo más corta que se encuentra en el Nuevo Testamento, una de varias variaciones un poco más elaboradas. Sirve como una declaración de fe para la mayoría de los cristianos que consideran a Jesús como completamente hombre y Dios.
Los primeros cristianos consideraron a Jesús como «Señor» y la palabra griega Kyrios (κύριος, Dios, señor o maestro) aparece más de 700 veces en el Nuevo Testamento refiriéndose a él. Kyrios llegó a representar el dominio de Jesús sobre el mundo.
Este título persiste entre los cristianos como la percepción predominante de Jesús por siglos y sigue siendo ampliamente utilizado en la liturgia cristiana, por ejemplo, en la combinación Kyrie eleison, Christe eleison (es decir, «Señor, ten piedad; Cristo, ten piedad»), donde Jesús es referido como Señor e, inmediatamente después, como Cristo. Rabonni

## Fondo
En la antigüedad, en el uso generalizado, el término «señor» era un título de cortesía para los superiores sociales, pero su significado fundamental era «gobernante». Los reyes en todas partes fueron llamados «Señor» y a menudo se los consideraba seres divinos, por lo que la palabra adquirió un significado religioso. Cuando la Biblia hebrea fue traducida al griego en la Septuaginta al menos dos siglos antes del surgimiento del cristianismo, Kyrios se usó para el divino tetragrámaton YHWH, que ya no se leía en voz alta sino que se reemplazaba con Adonai, una forma especial del hebreo adon («señor»).
Cuando en el 27 a. C. el emperador romano Octavio recibió el título de «Augusto»; este tenía connotaciones religiosas, sugiriendo una relación especial con el mundo de los dioses simbolizada por el culto al «genio» del emperador (una forma velada de adoración al emperador). Negarse a honrar a los dioses nacionales era considerado antipatriótico y similar al sabotaje.
J. G. Davies comenta que el cristiano comienza con la confesión de Jesús como Señor: Jesús es soberano sobre la relación del individuo con el Estado, «debemos entender al Estado en el contexto del mandato de amar al prójimo».

## Frases de credo en el Nuevo Testamento

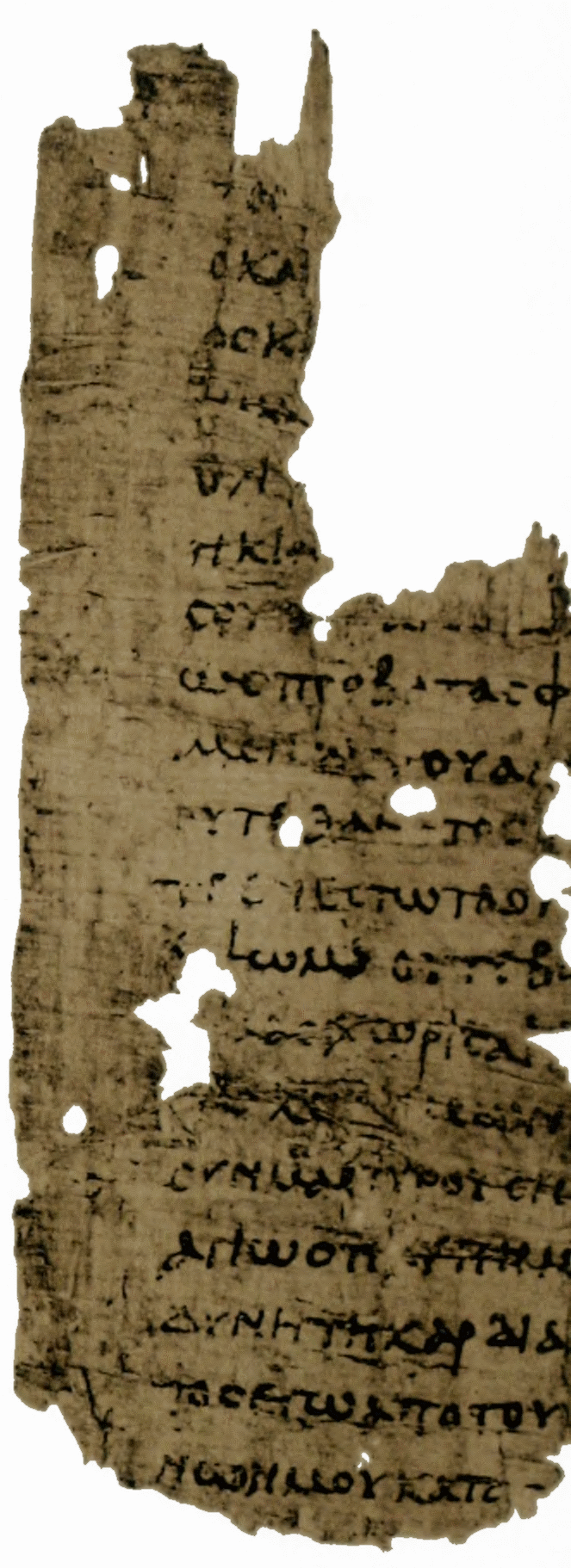
Parte de la Epístola a los Romanos en el Papiro 27, de inicios del.

En el cristianismo paulino, J. N. D. Kelly señala lemas parecidos a credos atribuidos al apóstol Pablo en Gálatas, 2 Tesalonicenses, Romanos y 1 Corintios, aunque nunca formaron un credo estándar fijo. El más popular y breve fue «Jesús es Señor», que se encuentra en 1 Corintios 12:3; Romanos 10:9 y probablemente en los bautismos mencionados en Hechos 8:16, 19:5 y 1 Corintios 6:11, puesto que su descripción como «en el nombre del Señor Jesús» ciertamente parece implicar que «la fórmula ‹Jesús es Señor› tenía un lugar en el rito». La frase podría extenderse como «Jesucristo es Señor», como en Filipenses 2:11.
En los primeros días, se encontró la fórmula similar «Jesús es el Cristo», pero pasó a un segundo plano cuando se olvidó su significado mesiánico original. De mayor importancia a largo plazo fue la afirmación «Jesús es el Hijo de Dios». Estos fueron expuestos en pasajes como 1 Corintios 15:3-7 y Romanos 1:3-4, que describen la obra de salvación de Cristo y la existencia de testigos de su resurrección y continúa en las páginas siguientes, para enumerar otros pasajes que adjuntan al nombre de Jesús «incidentes seleccionados en la historia redentora».

## Intolerancia a «Jesús es Señor» y persecución en el Imperio romano
La sociedad romana era mayoritariamente politeísta, creyendo en la existencia y adorando a múltiples deidades. El judaísmo y el cristianismo afirmaban el monoteísmo, la creencia de que hay un solo Dios. Si bien el judaísmo gozaba de un estatus de religio licita, el cristianismo no solo era contrario a la adoración de los dioses nacionales (evento considerado antipatriótico y similar al sabotaje), sino que también se oponía al principio del «dominio del César como señor del mundo». La concepción cristiana era que «Jesús era señor de tal manera que se daba a entender, una y otra vez, que el César no lo era», por lo que «los cristianos le debían lealtad a Cristo, no al César». Así, la «creencia subversiva» del «Señorío» de Jesús era incompatible con la cosmovisión romana.
El credo cristiano «Jesús es Señor» se generalizó entre los cristianos durante la persecución del Imperio romano y continuó proclamándose con entusiasmo entre los cristianos a lo largo de la historia, hasta la actualidad.

## Cristología
Los primeros cristianos consideraron a Jesús como «Señor» y la palabra griega Kyrios (κύριος), que también puede significar Dios, señor o maestro, aparece más de 700 veces en el Nuevo Testamento refiriéndose a él. En arameo cotidiano, Mari era una forma muy respetuosa de dirigirse a una persona, muy por encima de «Maestro» y similar a «Rabino». En ocasiones, Mari es traducido al griego como Kyrios. Pero, mientras que el término arameo Mari expresa la relación entre Jesús y sus discípulos durante su vida, el Kyrios griego llegó a representar su dominio sobre el mundo.
Los escritos paulinos establecen además las diversas consecuencias teológicas del concepto Señor/Kyrios entre los primeros cristianos, e hicieron hincapié en los atributos de Jesús no solamente como refiriéndose a su victoria escatológica, sino a él como «imagen divina» (en griego: εἰκών, Eikon), en cuyo rostro resplandece la gloria de Dios. En Romanos 10:9-13, Pablo enfatizó el valor salvífico del título, y señaló que la confesión por la boca (homologeo) de la creencia de que Jesús es Señor (Kyrion Iesoun) significa la salvación personal.
La alta frecuencia de la utilización del término Kyrios en los Hechos de los Apóstoles indica lo natural que era para los primeros cristianos referirse a Jesús de esta manera. Este título persiste entre los cristianos como la percepción predominante de Jesús por siglos.
El uso del título de Kyrios para Jesús es fundamental para el desarrollo de la cristología del Nuevo Testamento, ya que los primeros cristianos lo colocaron en el centro de su comprensión y, desde ese centro, intentaron comprender las otras cuestiones relacionadas con los misterios cristianos. La cuestión de la deidad de Cristo en el Nuevo Testamento está intrínsecamente relacionada con el título Kyrios de Jesús utilizado en los primeros escritos cristianos y sus implicaciones para el señorío absoluto de Jesús. En la creencia cristiana primitiva, el concepto de Kyrios incluía la preexistencia de Cristo, porque ellos creían que si Cristo es uno con Dios, él debió haber estado unido con Dios desde el principio.
El título, incluso en la forma griega, sigue siendo ampliamente utilizado en la liturgia cristiana, por ejemplo, en la combinación Kyrie eleison, Christe eleison (es decir, «Señor, ten piedad; Cristo, ten piedad»), donde que Jesús es referido como Señor e, inmediatamente después, como Cristo.

## Versículos bíblicos
| Referencia bíblica | Texto | Lucas 1, 39 | En aquellos días, se levantó María y se fue con prontitud a la región montañosa, a una ciudad de Judá; entró en casa de Zacarías y saludó a Isabel. Y sucedió que, en cuanto oyó Isabel el saludo de María, saltó de gozo el niño en su seno, e Isabel quedó llena del Espíritu Santo; y exclamando con gran voz, dijo: «Bendita tú entre las mujeres y bendito el fruto de tu seno; y ¿de dónde a mí que la madre de mi Señor venga a mí? Porque, apenas llegó a mis oídos la voz de tu saludo, saltó de gozo el niño en mi seno. ¡Feliz la que ha creído que se cumplirían las cosas que le fueron dichas de parte del Señor! | 1 Corintios 12:3 | Por tanto, os hago saber que nadie que hable por el Espíritu de Dios llama anatema a Jesús; y nadie puede llamar a Jesús Señor, sino por el Espíritu Santo. |
| Romanos 10:9-13    | que si confesares con tu boca que Jesús es el Señor, y creyeres en tu corazón que Dios le levantó de los muertos, serás salvo. Porque con el corazón se cree para justicia, pero con la boca se confiesa para salvación. Pues la Escritura dice: Todo aquel que en él creyere, no será avergonzado. Porque no hay diferencia entre judío y griego, pues el mismo que es Señor de todos, es rico para con todos los que le invocan; porque todo aquel que invocare el nombre del Señor, será salvo. |             | |                  | |
| Filipenses 2:11    | y toda lengua confiese que Jesucristo es el Señor, para gloria de Dios Padre. |             | |                  | |
| 1 Corintios 15:3-8 | Porque primeramente os he enseñado lo que asimismo recibí: Que Cristo murió por nuestros pecados, conforme a las Escrituras; y que fue sepultado, y que resucitó al tercer día, conforme a las Escrituras; y que apareció a Cefas, y después a los doce. Después apareció a más de quinientos hermanos a la vez, de los cuales muchos viven aún, y otros ya duermen. Después apareció a Jacobo; después a todos los apóstoles; y al último de todos, como a un abortivo, me apareció a mí.         |             | |                  | |
| Romanos 1:3-4      | acerca de su Hijo, nuestro Señor Jesucristo, que era del linaje de David según la carne, que fue declarado Hijo de Dios con poder, según el Espíritu de santidad, por la resurrección de entre los muertos |             | |                  | |